# Guilleville
Guilleville település Franciaországban, Eure-et-Loir megyében. Lakosainak száma 163 fő (2022. január 1.). Guilleville Trancrainville, Ymonville és Janville-en-Beauce községekkel határos.

## Népesség
A település népességének változása:
| Lakosok száma | 172  | 155  | 143  | 177  | 187  | 185  | 178  | 178  | 178  | 163  |
|               | 1968 | 1982 | 1990 | 2006 | 2013 | 2015 | 2017 | 2019 | 2020 | 2022 |